# Olympische Jugend-Winterspiele 2012/Skispringen
Bei den Olympischen Jugend-Winterspielen 2012 in Innsbruck fanden vom 15. bis 20. Januar 2012 insgesamt drei Wettbewerbe im Skispringen statt. Austragungsort war die Toni-Seelos-Olympiaschanze in Seefeld in Tirol.

## Bilanz

### Medaillenspiegel
| Platz  | Land        | Gold | Silber | Bronze | Gesamt |
| ------ | ----------- | ---- | ------ | ------ | ------ |
| 1      | Slowenien   | 1    | 1      | 1      | 3      |
| 2      | Deutschland | 1    | 1      | –      | 2      |
| 3      | Japan       | 1    | –      | 1      | 2      |
| 4      | Norwegen    | –    | 1      | –      | 1      |
| 5      | Kanada      | –    | –      | 1      | 1      |
| Gesamt |             |      |        |        |        |

### Medaillengewinner
| Disziplin     | Gold                                                      | Silber                                           | Bronze                                         |
| ------------- | --------------------------------------------------------- | ------------------------------------------------ | ---------------------------------------------- |
| Männer        |                                                           |                                                  |                                                |
| Normalschanze | Anže Lanišek                                              | Mats Berggård                                    | Yukiya Satō                                    |
| Frauen        |                                                           |                                                  |                                                |
| Normalschanze | Sara Takanashi                                            | Katharina Althaus                                | Urša Bogataj                                   |
| Mixed         |                                                           |                                                  |                                                |
| Teamspringen  | DeutschlandKatharina Althaus Tom Lubitz Andreas Wellinger | SlowenienUrša Bogataj Luka Pintarič Anže Lanišek | KanadaTaylor Henrich Nathaniel Mah Dusty Korek |

## Männer

### Einzel
| Platz | Land | Sportler          | Punkte |
| ----- | ---- | ----------------- | ------ |
| 1     | SLO  | Anže Lanišek      | 286,1  |
| 2     | NOR  | Mats Berggård     | 277,8  |
| 3     | JPN  | Yukiya Satō       | 260,1  |
| 4     | GER  | Andreas Wellinger | 252,9  |
| 5     | FIN  | Miika Ylipulli    | 246,8  |
| 6     | CZE  | Tomáš Friedrich   | 246,4  |

Datum: 14. Januar

Weitere Teilnehmer aus deutschsprachigen Ländern:

 Elias Tollinger belegte mit 245,6 Pkt. den 7. Platz.

 Killian Peier belegte mit 236,9 Pkt. den 9. Platz.

## Frauen

### Einzel
| Platz | Land | Sportlerin        | Punkte |
| ----- | ---- | ----------------- | ------ |
| 1     | JPN  | Sara Takanashi    | 269,3  |
| 2     | GER  | Katharina Althaus | 242,5  |
| 3     | SLO  | Urša Bogataj      | 239,3  |
| 4     | FRA  | Léa Lemare        | 226,1  |
| 5     | CAN  | Taylor Henrich    | 204,6  |
| 6     | CZE  | Natálie Dejmková  | 196,3  |

Datum: 14. Januar

Weitere Teilnehmerin aus deutschsprachigen Ländern:

 Michaela Kranzl belegte mit 128,3 Pkt. den 13. Platz.

## Mixed

### Teamwettbewerb
| Platz | Land | Sportler                                           | Punkte |
| ----- | ---- | -------------------------------------------------- | ------ |
| 1     | GER  | Katharina Althaus Tom Lubitz Andreas Wellinger     | 640,1  |
| 2     | SLO  | Urša Bogataj Luka Pintarič Anže Lanišek            | 610,5  |
| 3     | CAN  | Taylor Henrich Nathaniel Mah Dusty Korek           | 587,0  |
| 4     | FIN  | Jenny Rautionaho Ilkka Herola Miika Ylipulli       | 578,3  |
| 5     | JPN  | Sara Takanashi Gō Yamamoto Yukiya Satō             | 576,0  |
| 6     | NOR  | Karoline Røstad Harald Johnas Riiber Mats Berggård | 572,4  |

Datum: 21. Januar

Es treten jeweils eine Skispringerin, ein Skispringer und ein Nordischer Kombinierer jeder Nation in einem Team an.

Weitere Teilnehmer aus deutschsprachigen Ländern:

 Österreich (Michaela Kranzl, Paul Gerstgraser, Elias Tollinger) belegte mit 548,1 Punkten den 7. Platz.